# Gare de Brion - Laizy
La gare de Brion - Laizy est une gare ferroviaire française de la ligne d'Étang à Santenay (via Autun), située sur le territoire de la commune de Brion, près le Laizy, dans le département de Saône-et-Loire en Bourgogne-Franche-Comté.
Il s'agit d'une halte voyageurs de la Société nationale des chemins de fer français (SNCF), desservie par des trains régionaux du réseau TER Bourgogne-Franche-Comté.

## Situation ferroviaire
Établie à 282 mètres d'altitude, la gare de Brion - Laizy est située au point kilométrique (PK) 5,504 de la ligne d'Étang à Santenay (via Autun), entre les gares d'Étang-sur-Arroux et d'Autun.

## Service des voyageurs

### Accueil
C'est une ancienne halte ferroviaire.

### Desserte
Brion - Laizy n'est plus desservie par train depuis le 3 mars 2020, date de suspension des circulation sur la ligne. La SNCF annonce que des études vont être entreprises pour une « modernisation de la voie » et une desserte routière de substitution est mise en place.

### Intermodalité
Le stationnement des véhicules est possible à proximité. Les relations avec Avallon et Chagny sont effectuées par des lignes de cars à tarification SNCF.